# Пигс-Пик
Пигс-Пик (англ. Piggs Peak) — город на северо-западе Эсватини, на территории округа Хохо.

## География
Расположен в западной части округа. Недалеко от Пигс-Пик располагается заповедник Фофоньяне-Фолс.

## Экономика
Город был основан в 1884 году как центр золотодобывающей промышленности, однако сегодня основой экономики Пигс-Пика является лесная промышленность. В 2001 году на реке Комати в 12 км к югу от города была построена плотина Магуга.

## Население
По данным официальной переписи 1997 года численность населения составляла 4581 человек.
Динамика численности населения города по годам:
| 1986 | 1997 | 2013 |
| ---- | ---- | ---- |
| 3223 | 4581 | 4568 |